# Diplurodes exprimata
Diplurodes exprimata là một loài bướm đêm trong họ Geometridae.